# Kaleigh Quennec
Kaleigh Quennec (* 15. Februar 1998 in Vuisternens-devant-Romont) ist eine kanadisch-schweizerische Eishockeyspielerin, die seit 2024 für die SC Bern Frauen in der Schweizer Women’s League spielt und seit etwa 2019 Mitglied der Schweizer Eishockeynationalmannschaft der Frauen ist.

## Karriere
Kaleigh Quennec spielte in der Schweizer Mini-A- und Top-Novizen-Liga in den Nachwuchsteams des Genève-Servette HC. In der Saison 2016/17 besuchte sie die Loomis Chaffee School in Windsor, Connecticut, und spielte dort im Mädchenteam der Schule in der New England Prep Division I League.
Zwischen 2017 und 2024 studierte sie an der University of Montreal und spielte parallel für das Frauenteam der Hochschule, die Montréal Carabins, in der Réseau du sport étudiant du Québec (RSEQ)-Conference von U Sports.
Seit der Saison 2024/25 steht sie bei den SC Bern Frauen in der Schweizer Women’s League unter Vertrag. 2025 gewann sie mit dem Team die Schweizer Meisterschaft.
International
Als Juniorenspielerin der Schweizer U18-Nationalmannschaft nahm sie 2014 an der Weltmeisterschaft der U18-Frauen in der Division IA teil sowie 2015 und 2016 an den Turnieren der Top-Division.
Quennec vertrat die Schweiz im Eishockeyturnier der Frauen bei den Olympischen Winterspielen 2022 in Peking sowie bei den Frauen-Weltmeisterschaften in den Jahren 2019, 2021, 2022, 2023, 2024 und 2025.

## Erfolge und Auszeichnungen
- 2014 Aufstieg in die Top-Division bei der U18-Frauen-Weltmeisterschaft der Division IA
- 2025 Schweizer Meister mit den SC Bern Frauen

## Familie
Ihr Vater Hugh Quennec war von 2005 bis 2017 Inhaber und Präsident von Genève-Servette HC und von 2012 bis 2015 des Servette FC.